# René van Breevoort
René van Breevoort (Amsterdam, 14 augustus 1950) is een Nederlands voormalig voetballer die als aanvaller speelde.

## Loopbaan
Van Breevoort begon zijn loopbaan in 1967 bij Blauw-Wit en speelde tussen 1970 en 1973 voor HFC Haarlem. Hierna ging hij naar België waar hij vijfenhalf jaar voor KAA Gent uitkwam. In de Verenigde Staten speelde Van Breevoort aansluitend voor Washington Diplomats en hij besloot zijn loopbaan in het seizoen 1980/81 bij Telstar.

## Carrièrestatistieken
| Seizoen         | Club                 | Land             | Competitie      | Competitie | Competitie | Beker | Beker | Internationaal | Internationaal | Overig | Overig | Totaal | Totaal |
| Seizoen         | Club                 | Land             | Competitie      | Wed.       | Dlp.       | Wed.  | Dlp.  | Wed.           | Dlp.           | Wed.   | Dlp.   | Wed.   | Dlp.   |
| --------------- | -------------------- | ---------------- | --------------- | ---------- | ---------- | ----- | ----- | -------------- | -------------- | ------ | ------ | ------ | ------ |
| 1967/68         | Blauw-Wit            | Nederland        | Eerste divisie  | –          | 6          | –     | 0     | –              | –              | 0      | 0      | –      | 6      |
| 1968/69         | Blauw-Wit            | Nederland        | Eerste divisie  | –          | 13         | –     | 0     | –              | –              | 0      | 0      | –      | 13     |
| 1969/70         | Blauw-Wit            | Nederland        | Eerste divisie  | –          | 3          | –     | 0     | –              | –              | 0      | 0      | –      | 3      |
| 1970/71         | Haarlem              | Nederland        | Eredivisie      | –          | 2          | –     | 0     | –              | –              | 0      | 0      | –      | 2      |
| 1971/72         | Haarlem              | Nederland        | Eerste divisie  | –          | 4          | –     | 0     | –              | –              | 0      | 0      | –      | 4      |
| 1972/73         | Haarlem              | Nederland        | Eredivisie      | –          | 3          | 1     | 0     | –              | –              | 0      | 0      | –      | 3      |
| 1973/74         | KAA Gent             | België           | Tweede klasse   | –          | –          | –     | –     | –              | –              | 0      | 0      | –      | –      |
| 1974/75         | KAA Gent             | België           | Derde klasse A  | –          | –          | –     | –     | –              | –              | 0      | 0      | –      | –      |
| 1975/76         | KAA Gent             | België           | Tweede klasse   | –          | –          | –     | –     | –              | –              | 0      | 0      | –      | –      |
| 1976/77         | KAA Gent             | België           | Tweede klasse   | –          | –          | –     | –     | –              | –              | 0      | 0      | –      | –      |
| 1977/78         | KAA Gent             | België           | Tweede klasse   | –          | –          | –     | –     | –              | –              | 0      | 0      | –      | –      |
| 1978/79         | KAA Gent             | België           | Tweede klasse   | –          | –          | –     | –     | –              | –              | 0      | 0      | –      | –      |
| 1979            | Washington Diplomats | Verenigde Staten | NASL            | 20         | 2          | –     | –     | –              | –              | –      | –      | 20     | 2      |
| 1980/81         | Telstar              | Nederland        | Eerste divisie  | –          | 0          | –     | 0     | –              | –              | 0      | 0      | –      | 0      |
| Carrière totaal | Carrière totaal      | Carrière totaal  | Carrière totaal | –          | –          | –     | –     | –              | 0              | 0      | –      | –      | –      |

## Erelijst
Haarlem
| Nationaal      |    |         |
| Eerste divisie | 1x | 1971/72 |

 KAA Gent
| Nationaal    |    |         |
| Derde klasse | 1x | 1974/75 |